# Joomla!
Joomla! este un sistem de management al conținutului Open Source, scris în PHP, destinat publicării de conținut pe inter și intra net prin intermediul bazelor de date SQL. Joomla! include funcționalități precum cache-ingul paginilor pentru îmbunătățirea performanțelor, RSS, opțiune de printare a paginilor web, știri de ultimă oră, bloguri, sondaje, căutare web, și localizare internațională.
Numele reprezintă transcrierea fonetică al cuvântului din limba Swahili "jumla", însemnând "împreună" sau "tot unitar". A fost ales pentru a reprezenta nivelul de angajament al echipei de dezvoltare și a comunității, vis-a-vis de proiect. Prima versiune de Joomla! (Joomla! 1.0.0) a fost anunțată pe 16 septembrie 2005. Aceasta a fost o lansare Mambo 4.5.2.3 sub un alt brand, combinat cu unele îmbunătățiri de securitate și performanță. Pentru viitor, echipa de programatori ne anunță că Joomla! 1.5 va fi o versiune complet rescrisă, bazată pe PHP 5.
Joomla! este oferită sub Licența Publică GNU.

## Istoria
Joomla! a luat ființă în urma împărțirii aplicației Mambo între Miro Corporation din Australia, deținătorii licenței Mambo în acel moment și echipa de dezvoltare de atunci. Cele două tabere s-au despărțit pe 14 august 2005, compania Miro a fondat o fundație non-profit cu scopul de a finanța proiectul și de a-l proteja de acționări în justiție. Echipa de dezvoltare susținea că prevederile fundației contrazic acordurile anterioare făcute de Comitetul de Conducere al Mambo, că principalii acționari nu au fost consultați și că includ prevederi care contravin ideii de Open Source.
Echipa de dezvoltare a creat un site numit OpenSourceMatters pentru a distribui informații utilizatorilor, programatorilor, web designerilor și comunității în general. Liderul echipei din acel moment, Andrew Eddie, cunoscut de asemenea ca "MasterChief", a redactat o Scrisoare Deschisa către Comunitate, care a aparut în secțiunea anunțurilor către public de pe forumul mamboserver.com.
Până în următoarea zi, peste 1.000 persoane s-au înscris pe forumul opensourcematters.com, majoritatea exprimând încurajări și suport pentru echipa de dezvoltare. Articolul a fost publicat pe slashdot.com, iar știri în legatură cu acest eveniment au apărut pe newsforge.com, eweek.com și ZDnet.com. Președintele Miro, Peter Lamont, a dat un răspuns public în articolul intitulat "Controversa Mambo Open Source - 20 de răspunsuri Miro".
Acest eveniment a produs controverse în comunitatea softurilor gratuite, cu privința la ce ar trebui să fie considerat "Open Source". Forumurile multor altor proiecte open source au fost asaltate de discuții pro sau contra deciziilor ambelor tabere. Zvonuri și acuzatii din partea Miro și a Mambo Foundation erau foarte răspândite.
La două săptămâni după anunțul lui Eddie, echipa s-a reorganizat și comunitatea a continuat să crească. Pe 1 septembrie 2005, noul nume a fost dezvăluit unui nucleu restrâns de fani și susținători ai echipei, în număr de peste 4.000.

## Conținutul Joomla!
Pachetul Joomla! conține mai multe componente, gândite cât mai modular posibil, facilitând integrarea și extensibilitatea lor. Un exemplu îl constituie așa numiții "Bots". Un Bot reprezintă un modul care odată activat, va aduce noi funcționalități Joomla!. De exemplu, WikiBot, va permite autorilor Joomla! să foloseasca "Wikitags" în articole, care vor crea automat linkuri dinamice către Wikipedia, când sunt afișate. Peste 3649 de extensii sunt disponibile pentru Joomla!, în directorul de extensii.

## Comunitatea
Joomla! are atât o comunitate oficială cat și o comunitate neoficială. Forumul oficial Joomla! (Joomla.org) se "laudă" cu peste 403.460 threaduri, peste 1.784.115 mesaje și peste 316.110 membri, vorbind 42 limbi. Site-uri neoficiale sunt publicate în multe limbi, oferind extensii Joomla! specifice regiunii respective. De exemplu, suport bi-direcțional pentru limbile ebraică-arabă poate fi găsit la multe comunități neoficiale. De asemenea, programatorii web produc extensii și template-uri comerciale, pe lângă oferta de servicii de personalizare.
Forumul oficial Joomla! România (joomla.ro) are 8.464 threaduri, peste 48.119 mesaje și 4.333 membri.